# جین ایر (فیلم ۲۰۱۱)
جین ایر (انگلیسی: Jane Eyre) فیلمی در ژانر رمانتیک و درام به کارگردانی کری فوکوناگا است که در سال ۲۰۱۱ منتشر شد. این فیلم اقتباسی از رمان جین ایر اثر شارلوت برونته است.

## داستان
جین که دختر یتیمی است در خانه‌ی زندایی‌اش زندگی می‌کرده و بعدها به مدرسه‌ای شبیه نوانخانه با مدیری سختگیر سپرده می‌شود. در آنجا تنها یک دوست می‌یابد که او هم پس از مدتی بر اثر بیماری، جان خود را از دست می‌دهد.
چند سال بعد، جین به عنوان معلم یک دختربچه که تحت سرپرستی آقای راچستر بوده، به یک خانه‌ی اعیانی نقل مکان می‌کند.
مدتی بعد او و سرپرست دخترک به هم علاقه‌مند می‌شوند. و آقای راچستر از جین تقاضای ازدواج می‌کند و جین می‌پذیرد. اما در زمان برگزاری مراسم در کلیسا، وکیلی از راه می‌رسد و با اظهار اینکه مرد پیشتر ازدواج کرده مانع از عروسی آن دو می‌شود. جین آزرده خاطر خانه را ترک می‌کند و پس از چند روز بدبختی و آوارگی، بصورت اتفاقی به خانه‌ی یک کشیش و خواهرانش می‌رسد که بعدا می‌فهمد با آن‌ها پیوند خویشاوندی دارند و....

## بازیگران
- میا واشیکوفسکا
- مایکل فاسبندر
- جودی دنچ
- جیمی بل
- سالی هاوکینز
- ایموجن پوتس
- سایمن مک‌برنی
- هالیدی گراینگر
- تامزین مرچانت
- هری لوید
- والنتینا چروی
- سوفی وارد
- لوئیزا ریولی
- سو الیوت
- آنجلا کارن
- سندی مک‌دید